# Ichiro Hosotani
Ichiro Hosotani, född 21 januari 1946 i Hyōgo prefektur, Japan, är en japansk tidigare fotbollsspelare.